# Herbert Gorman
Herbert S. Gorman (1893-1954) fue un escritor y crítico literario estadounidense.

## Biografía
Nació en Springfield (Massachusetts). Comenzó su carrera literaria trabajando en la prensa, primero como reportero y luego como editor de varios periódicos de Nueva York, como el Times y el Herald Tribune. También escribió poesía, artículos y reseñas de libros para revistas. Fue autor de veinte libros, en su mayoría novelas históricas y biografías. Gorman y su esposa, Jean Wright Gorman, compilaron y escribieron una introducción a The Peterborough Anthology (1923), una colección de obras de los poetas de la residencia para artistas MacDowell Colony, de Nuevo Hampshire.
En la biblioteca de la Universidad de Princeton se conservan los manuscritos, galeradas y notas de seis de las novelas históricas de Gorman: The Scottish Queen (1932), The Mountain and the Plain (1936), The Brave General (1942), Wine of San Lorenzo (1945), The Cry of Dolores (1948) y The Breast of the Dove (1950), así como una novela inconclusa: The Piper's Son. La colección recoge también unos cuantos poemas inéditos de Gorman, adaptaciones de novelas para la radio, como Papá Goriot y Don Quijote, así como varios artículos, reseñas y fragmentos de una obra de teatro de juventud.
A pesar de que Gorman es conocido principalmente por sus dos biografías de James Joyce, sólo cuatro páginas de notas sobre este tema se registran en la colección. También se incluyen varias fotografías de Gorman, bibliografías de sus obras y parte de su correspondencia.

### Trabajos sobre Joyce
Gorman fue el primer biógrafo del escritor irlandés James Joyce. El propio Joyce contribuyó directamente a estos trabajos con sus informaciones y comentarios. En una reseña a una reedición de una de las biografías de Gorman sobre el irlandés, el periódico New York Times destacó la atención al detalle documental que prestó aquel en su trabajo, muy al gusto de Joyce: «[Gorman] describe las casas en que Joyce vivió, los cafés que frecuentaba, los hombres que conoció, los libros que leía, las obras de teatro que vio, la música de que gustaba. Gorman revive la personalidad de los maestros jesuitas de Joyce, la historia y los programas de sus escuelas y la National University. Nos dice que Joyce era el hijo del hijo de un tenor, y nos da un admirable retrato del padre de Joyce, el Simon Dedalus de Ulises». Se afirma también que en vista de los pocos comentarios que dedicó Gorman a Finnegans Wake, el crítico debía pensar que no era una obra maestra a la altura del Ulises.